# Жобе, Па Омар
Па Омар Жобе (англ. Pa Omar Jobe; род. 26 декабря 1998, Yundum, Западный район) — гамбийский футболист, нападающий. Выступал в национальной сборной Гамбии.

## Карьера

### Начало карьеры
Начинал выступать в клубе «Толлиндин Юнайтед» из его родного города. По данным, опубликованным на официальном сайте «Немана», в возрасте 15 лет стал лучшим бомбардиром Второго дивизиона, отличившись 9 голами в 13 матчах. Затем перешёл в «Реал де Банжул» из Первого дивизиона, где в 2016 году стал вторым бомбардиром чемпионата, забив 12 голов в 20 матчах. В общей сложности за клуб из Банжула отличился 19 голами в 39 матчах. Первым зарубежным клубом игрока стал сенегальский «АСЕК Ндиамбур», который выступал в местной Премьер-Лиге. В 2019 году стал лучшим бомбардиром клуба с 16 голами в 23 матчах. За 2 года в клубе провёл 48 матчей, в которых отличился 26 голами.

### «Шейх Джамал»
В ноябре 2019 года перешёл в бангладешский «Шейх Джамал». Дебютировал за клуб в Премьер-лиге 13 февраля 2020 года в матче против «Абахани Читтагонг». Свой дебютный гол за клуб забил 18 февраля 2020 года в матче против клуба «Муктиджоддха». Затем продолжил свою голевую серию из 4 голов в 4 матчах. Вместе с клубом стал бронзовым призёром чемпионата.
В новом сезоне 2021 года с самого начала сезона стал основным игроком. Первый матч сыграл 18 января 2021 года против клуба «Абахани Читтагонг». Первым голом в сезоне отличился 21 января 2021 года против клуба «Муктиджоддха». В следующем матче 27 января 2021 года оформил покер в ворота клуба «Арамбаг». По итогу сезона стал лучшим бомбардиром Премьер-лиги, отличившись в 23 матчах 19 голами.

### «Струга»
В январе 2022 года на правах свободного агента перешёл в северо македонский клуб «Шкендия». Гамбийский футболист сразу же отправился в аренду в «Стругу», который также выступал в Первой Лиге. Дебютировал за клуб 27 февраля 2022 года в матче против клуба «Борец». Дебютный гол забил 2 апреля 2022 года в матче против клуба «Работнички». В матче 23 апреля 2022 года против клуба «Пелистер» оформил дубль. В июне 2022 года по окончании аренды покинул клуб.

### «Неман» Гродно
В августе 2022 года перешёл в гродненский «Неман». Дебютировал за клуб 31 августа 2022 года в матче против минского «Динамо». В своём дебютном сезоне за клуб закрепиться в основной команде не смог, оставаясь в основном на скамейке запасных. Преимущественно выступал за дублирующий состав клуба. В январе 2023 года футболист продолжил тренироваться с гродненским клубом. В апреле 2023 года покинул клуб, расторгнув контракт по соглашению сторон.

### «Женис»
В апреле 2023 года появилась информация, что футболист при соединился к казахстанскому клубу «Женис». Официально присоединился к казахстанскому клубу 15 апреля 2023 года, подписав контракт до конца года. Дебютировал за клуб 21 апреля 2023 года в матче против клуба «Кайрат-Жастар», выйдя на замену на 83 минуте. Дебютный гол за клуб забил 27 апреля 2023 года в матче против клуба «Акжайык». В матче 14 мая 2023 года против клуба «Тараз» футболист оформил дубль. Очередным дублем за клуб отличился 11 августа 2023 года в матче против клуба «Астана М». По итогу сезона футболист стал вместе с клубом бронзовым призёром Первой лиги, получив прямое повышение в казахстанскую Премьер-лигу. Сам же футболист закончил сезон в роли лучшего бомбардира клуба, отличившись 13 забитыми голами, а также 5 результативными передачами. По окончании срока действия контракта футболист покинул казахстанский клуб.

### «Симба»
В январе 2024 года футболист на правах свободного агента перешёл в танзанийский клуб «Симба». Выступал за танзанийский клуб до конца сезона, вместе с которым стал бронзовым призёром чемпионата, отличившись забитым голом. По окончании сезона футболист покинул клуб, на правах свободного агента присоединившись в серево-кипрскому клубу «Четинкая Тюрк».

## Международная карьера
В 2017 году был вызван в национальную сборную Гамбии. Дебютировал за сборную 15 июля 2017 года против национальную сборную Гамбии в квалификационном матче чемпионата африканских наций против Мали.